# Bartolomeo Eustachi

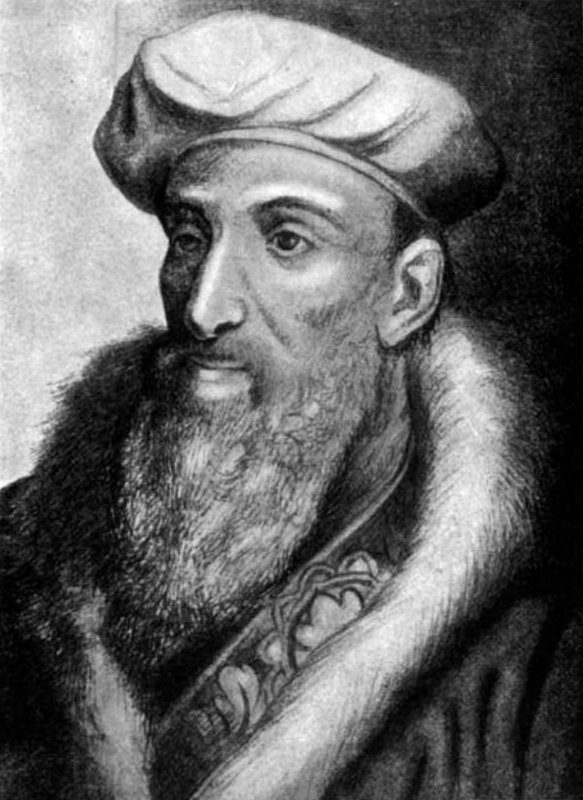
Bartolomeo Eustachi.

Bartolomeo Eustachi, född mellan 1500 och 1513, död 27 augusti 1574, var en italiensk anatom.

Tabulae anatomicae, 1769.

Eustachi var professor vid Studio della Sapienza i Rom. Han anses som en av historiens främsta anatomer, och är mest känd för sina noggranna dissektioner och jämförande anatomiska studier. Eustachi var en varm anhängare av Galenos och försvarade dennes läror på ett för tiden mycket objektivt sätt mot Andreas Vesalius. Genom de undersökningar, som föranleddes av deras tvist, kom han att utforma och korrigera flera av såväl Galenos som Vesalius iakttagelser. Eustachi utgav flera arbeten över bland annat njurarna, tänderna, och huvudets rörelser, men hans viktigaste publikation röde hörselorganet, De organo auditus. Örats eustachiska rör bär också hans namn. Sina iakttagelser samlade Eustachi på ett 50-tal utmärkta kopparstick. Dessa publicerades dock först 1714 av den påvlige livläkaren Giovanni Maria Lancisi under titeln Tabulæ anatomicæ och utkom sedan i flera upplagor.